# Alamo Lake
Alamo Lake – jednostka osadnicza w Stanach Zjednoczonych, w stanie Arizona, w hrabstwie La Paz.

## Geografia
Alamo Lake położone jest w stanie Arizona, w hrabstwie La Paz i leży na wysokości 400 metrów n.p.m..

## Demografia
Według spisu ludności z 2010 roku w Alamo Lake żyło 25 mieszkańców.